# Костыляйка
Костыляйка — река в России, протекает по Иссинскому району Пензенской области. Устье реки находится в 128 км от устья Иссы по правому берегу. Длина реки составляет 15 км, площадь водосборного бассейна — 78,4 км².
Исток реки севернее села Булычёво в 11 км к северо-востоку от посёлка Исса. Река течёт на запад и юго-запад, приток Ржица (правый). Впадает в Иссу чуть выше посёлка Исса.

## Данные водного реестра
По данным государственного водного реестра России относится к Окскому бассейновому округу, водохозяйственный участок реки — Мокша от истока до водомерного поста города Темников, речной подбассейн реки — Мокша. Речной бассейн реки — Ока.
Код объекта в государственном водном реестре — 09010200112110000027315.